# Brug 382
Brug 382 is een basculebrug gelegen in Amsterdam-West.
De verkeersbrug (waarover ook buslijn 18 en 80 rijden) is gelegen in de Jan van Galenstraat en overspant het Westelijk Marktkanaal. De brug bevindt zich vlak bij de in 1934 geopende Centrale Markt (tegenwoordig Foodcenter genoemd). De brug werd dan ook door zwaar vrachtverkeer gebruikt, totdat de Jan Van Galenstraat de functie als aanrijdroute verloor. Ten noordwesten van de brug ligt aansluitend het Jan van Galenplantsoen met speeltuin. Aan de zuidoostkant van de brug ligt het woonwijkje Kop van Jut (Marcantilaan). Aan de zuidwestkant bevond zich voorheen het Hallen Theater.

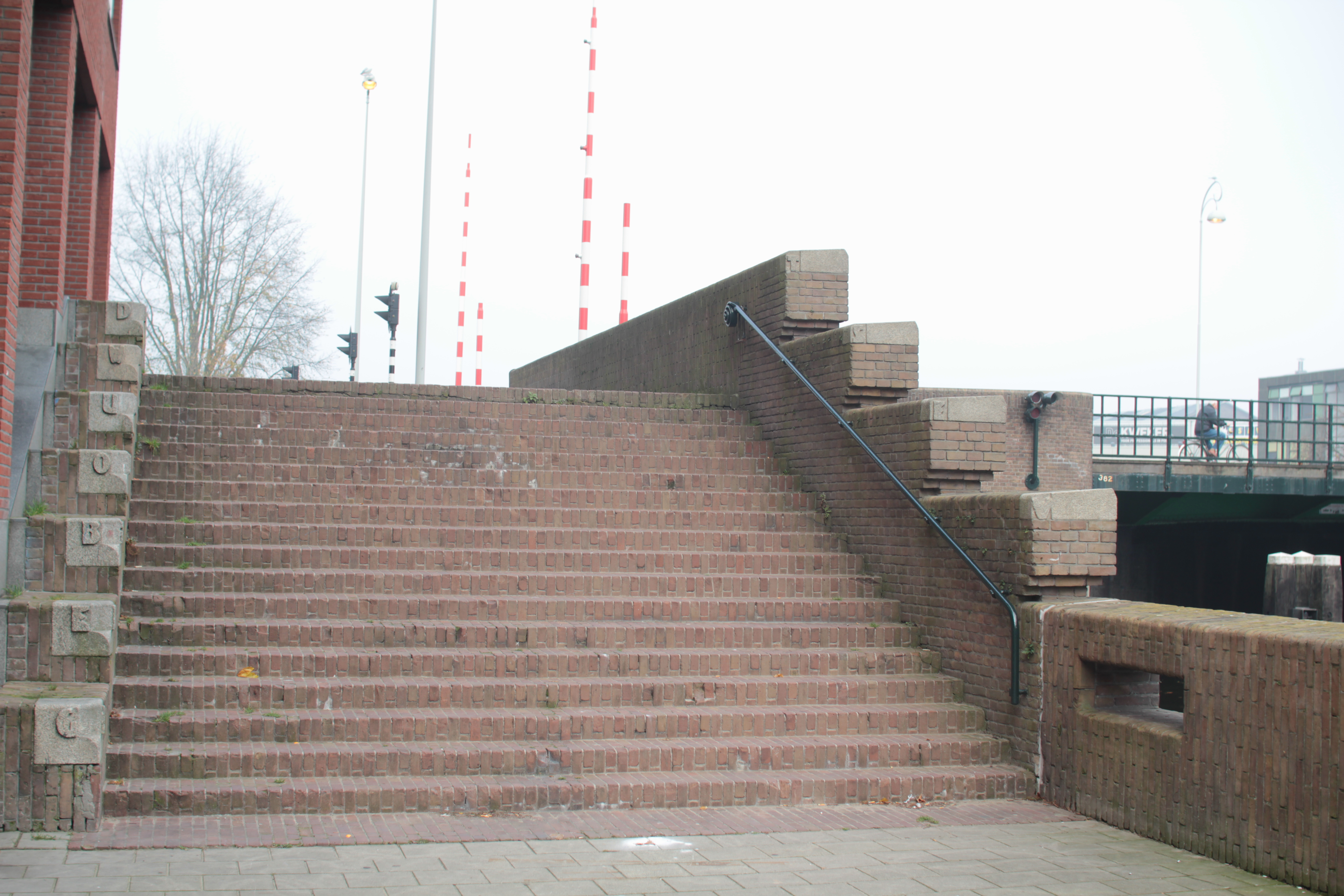
Trap ten zuidwesten met kademuur in Amsterdamse Schoolstijl
Uitgehouwen is Gebouwd in t jaar, 1935, en West

De brug werd gebouwd in 1936, net als de verderop gelegen Beltbrug, een ontwerp van Piet Kramer, die tevens deels het plantsoen ontwierp. Hij had in 1931 eerst een vaste brug ontworpen, maar deze omgewerkt tot een basculebrug. Zij werd gebouwd in de Amsterdamse School stijl met de typische kenmerken van Kramer. De combinatie van baksteen en graniet is niet alleen gebruikt bij landhoofden etc., maar is doorgevoerd langs de kades. De hoog opgetrokken kademuren aan de noordwestzijde begrenzen tevens het Jan van Galenplantsoen.
Ook is de brug verfraaid met een aantal beeldhouwwerken. De meeste daarvan zijn van de hand van de stadsbeeldhouwer Hildo Krop:
- Bekroning noordoostelijke bruggenhoofd: blok van vijf pakhuizen met trapgevels met sjouwers/lastdragers aan weerszijden, Hildo Krop. Deze verwijst naar de nabijgelegen Markthal;
- Bekroning zuidoostelijke bruggenhoofd: loods en vijf hijskranen, Hildo Krop;
- Te midden van zuidwestelijke balustrade: twee zeeleeuwen met bal, Hildo Krop;
- Sluitsteen van zuidwestelijke balustrade: Jonas in de (baard)walvis, Hildo Krop.

Alleen scheepsladingen aan de kopse kanten van de buggenhoofdbekroningen zijn ontworpen door Kramer. De pilaar met Zeemonster, onderaan de trap naar de aanlegsteiger aan de noordwestzijde is verder van Jaap Kaas. Achter de noordoostelijke kademuur staat daarnaast nog het standbeeld De Rustende Tuinder van Jan Havermans in het Jan van Galenplantsoen.
Net zoals de Beltbrug was de Jan van Galenbrug in eerste instantie voorzien van tramrails, voor een nooit aangelegde tramlijn door de Jan van Galenstraat en Willem de Zwijgerlaan. De brug wordt zo'n 4 keer per week geopend, dat is minder vaak dan de nabijgelegen bruggen over de Kostverlorenvaart, zoals de Beltbrug, omdat het Westelijk Marktkanaal niet in de doorgaande vaarroute ligt. Bijzonder aan de brug is dat zij twee doorvaarten heeft, een voor “vrachtverkeer” (2,5 m hoog, 12 m breed) en een ander meer geschikt voor roeiboten en kano’s. De doorvaarthoogte van 2,5 meter zou oorspronkelijk hoger zijn gepland, maar dan zou de maximale hellingsgraad overschreden worden.
De brug ging jarenlang door het leven als Jan van Galenbrug, vernoemd naar de zeeheld Jan van Galen. In 2016 kwam de naam van de brug ter sprake bij het college van burgemeester en wethouders van Amsterdam. Bij een controle over de brugnamen bleek dat de naam niet voldeed aan de richtlijnen, die gelden om opgenomen te kunnen worden in de Basisregistraties Adressen en Gebouwen. Er zal een inspraakronde plaats vinden waarna wordt beslist of de naam officieel erkend wordt of dat de brug alleen het brugnummer zal behouden. Er werd voor de laatste optie gekozen.

## Fotogalerij

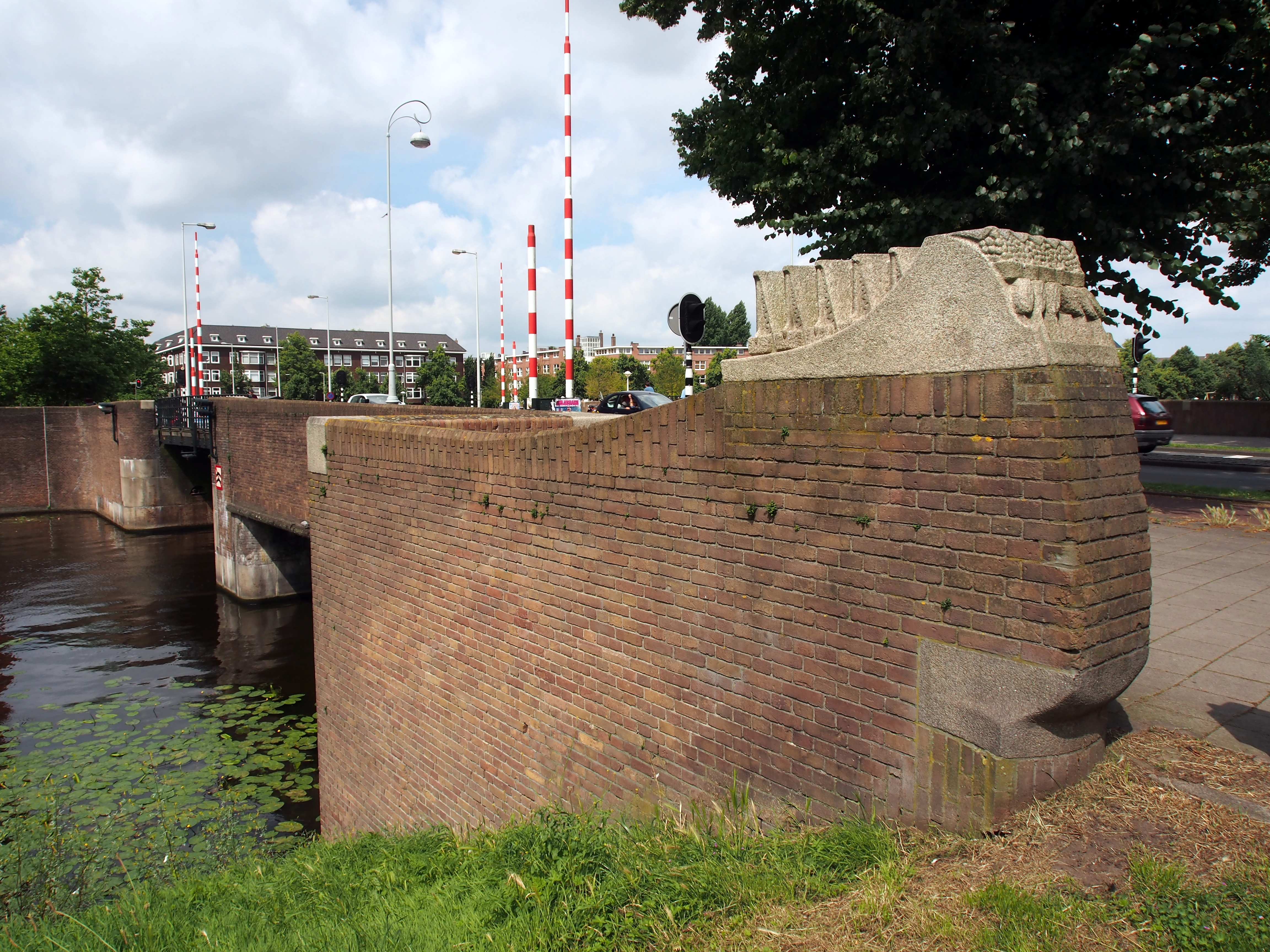
Zuidoostelijk brughoofd met Loods en vijf hijskranen, Hildo Krop
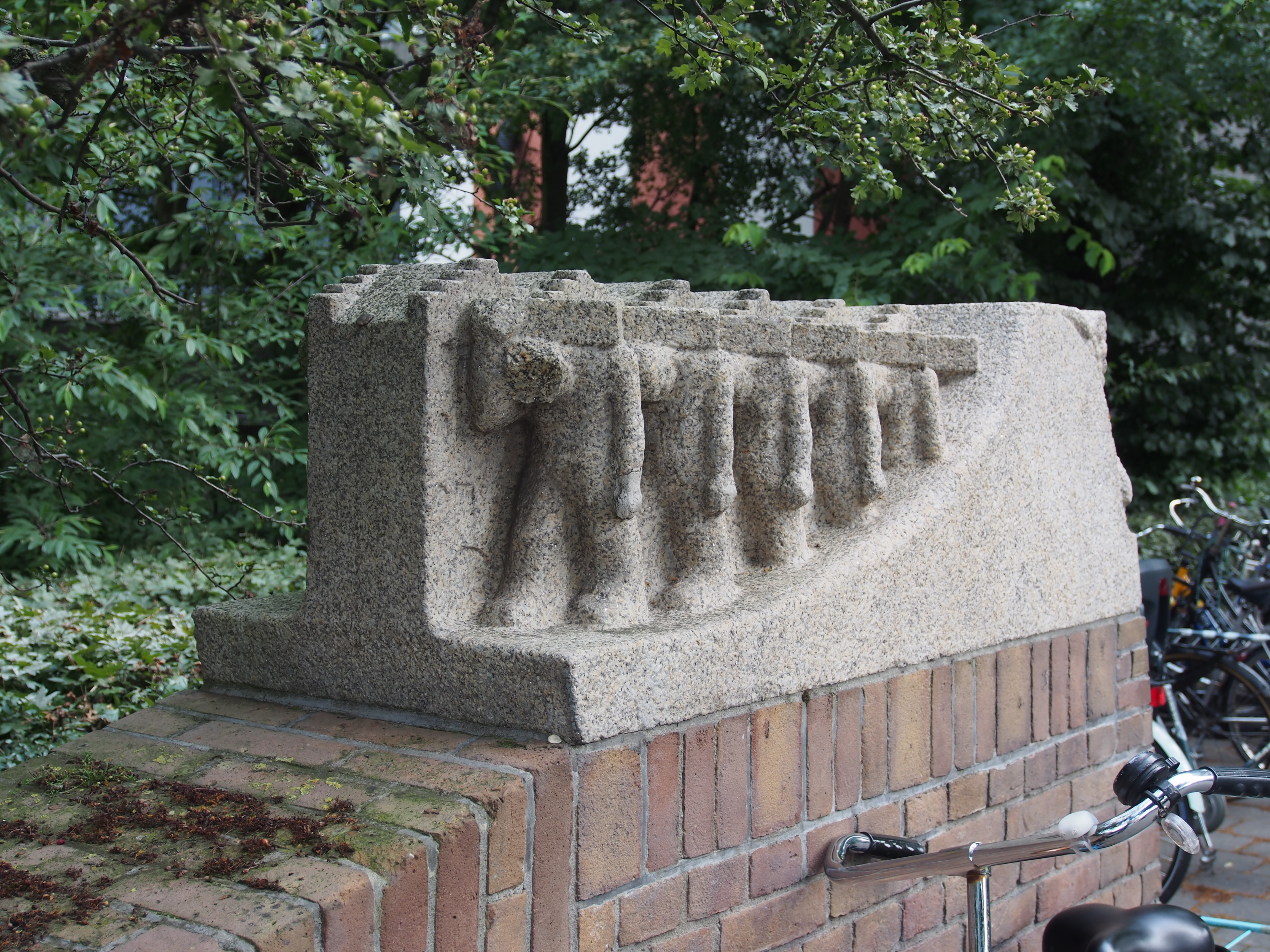
Noordoostelijk brughoofd met Vijf pakhuizen en lastdragers, Hildo Krop
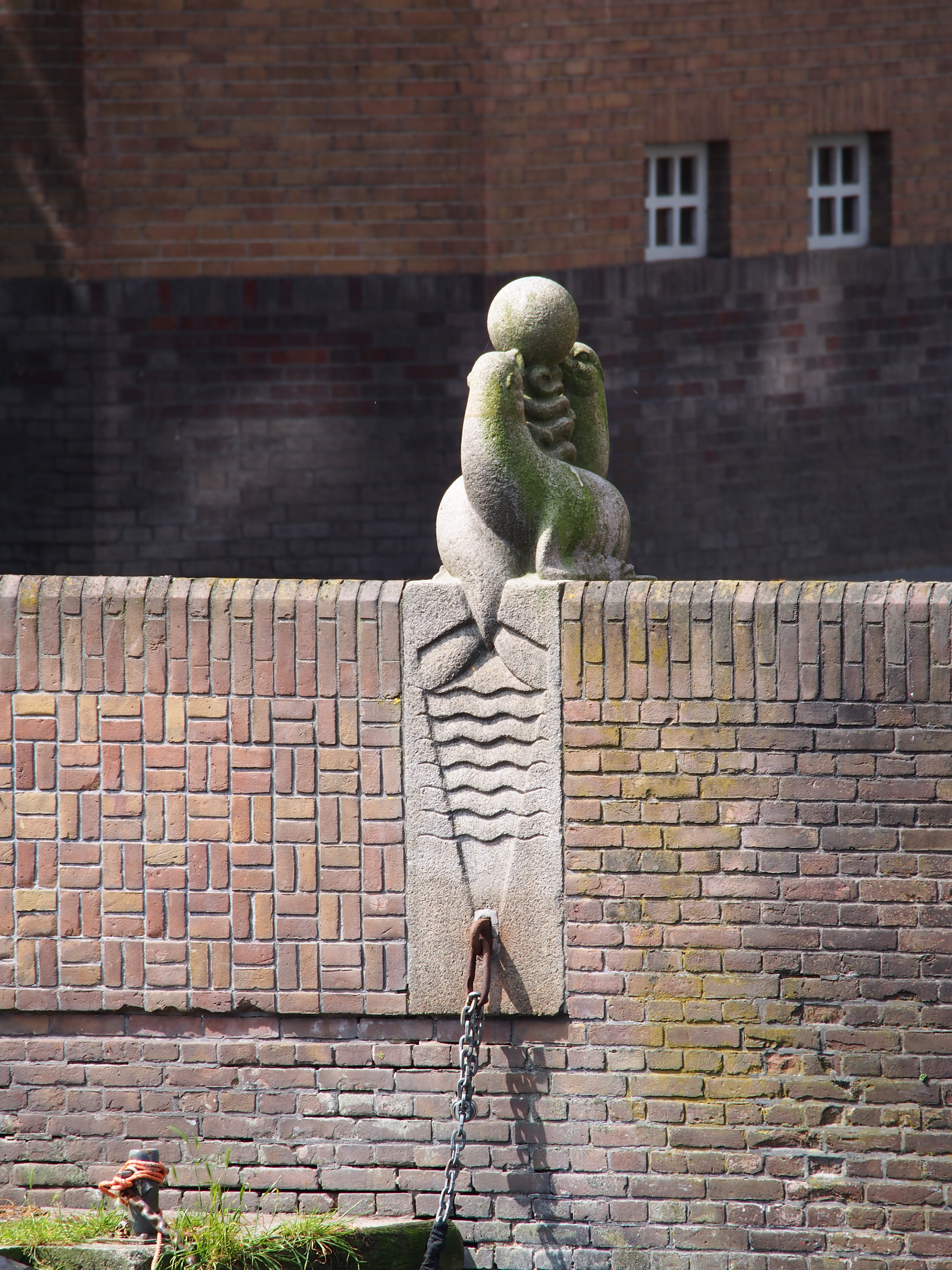
Twee zeeleeuwen met bal, Hildo Krop
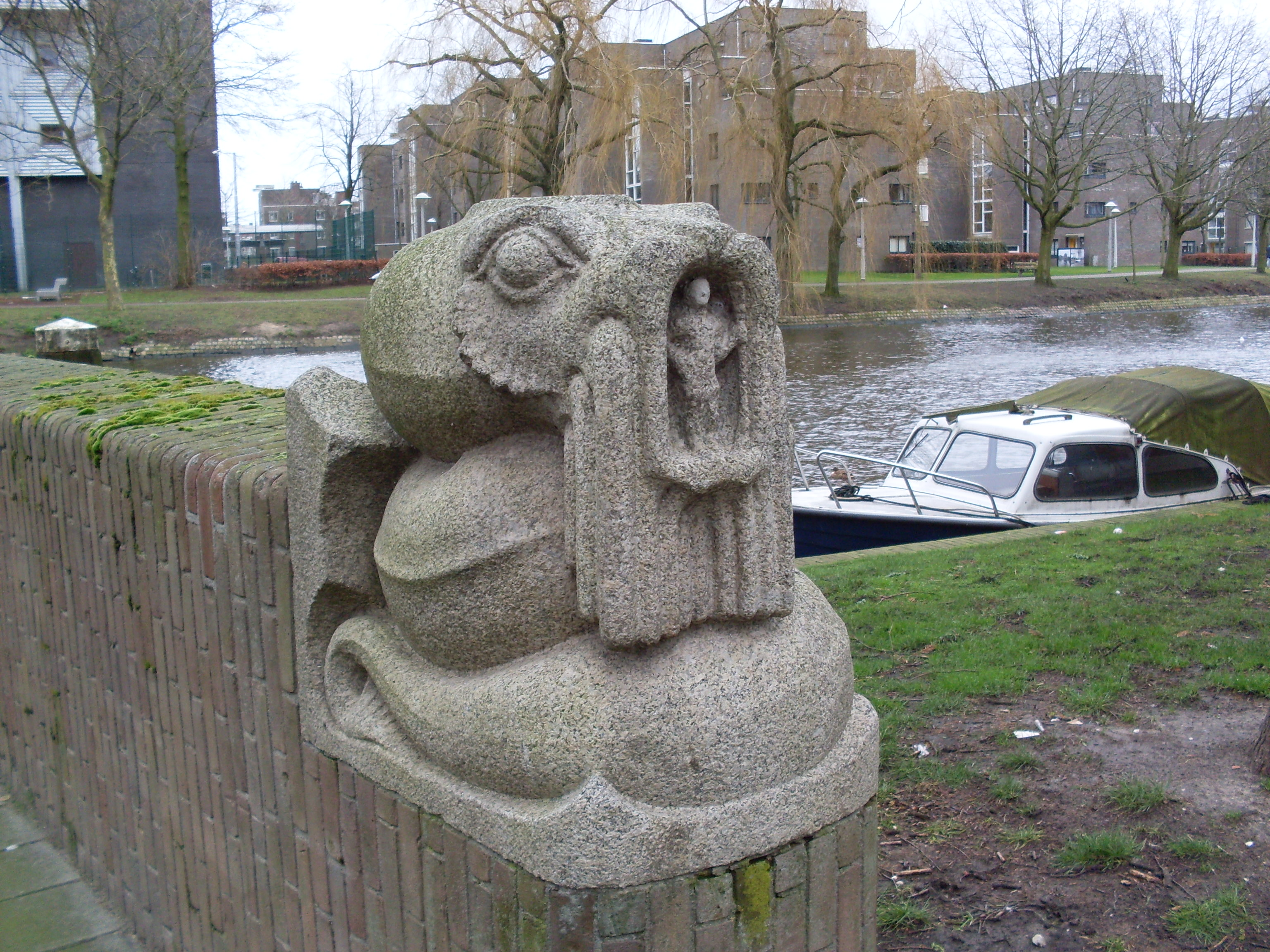
Jonas in de (baard)walvis, Hildo Krop
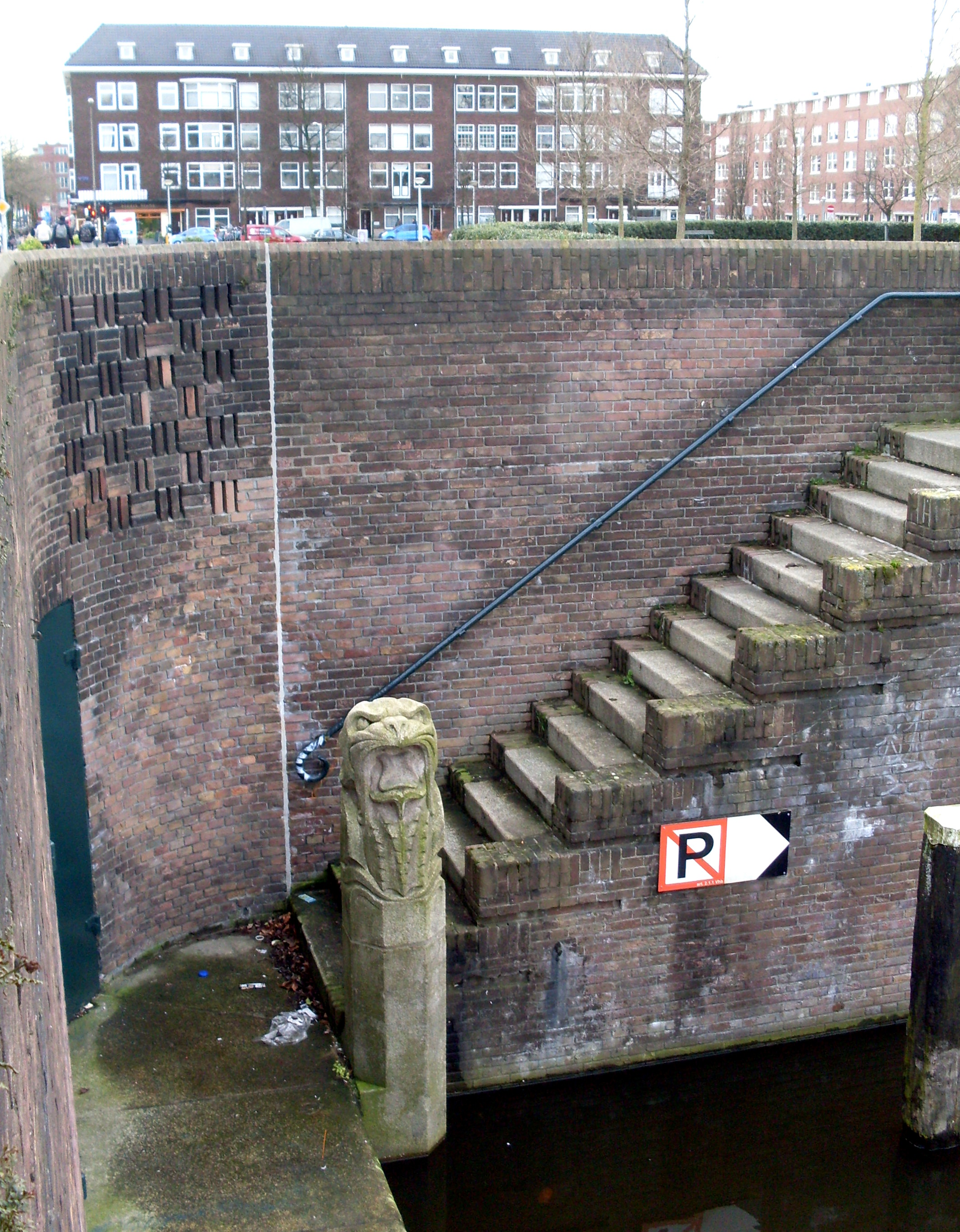
Aanlegsteiger met Zeemonster, Jaap Kaas
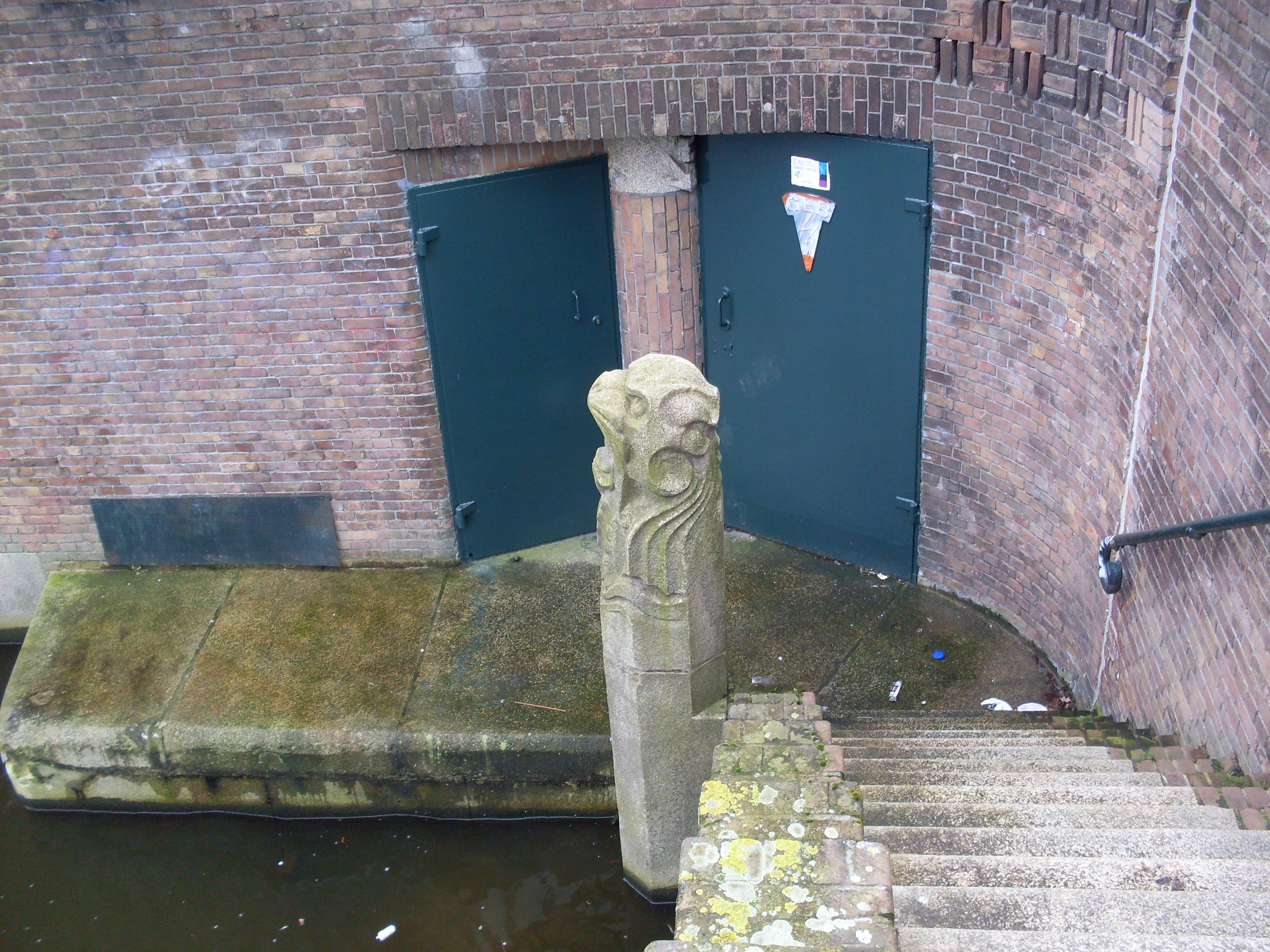
Aanlegsteiger met Zeemonster, Jaap Kaas
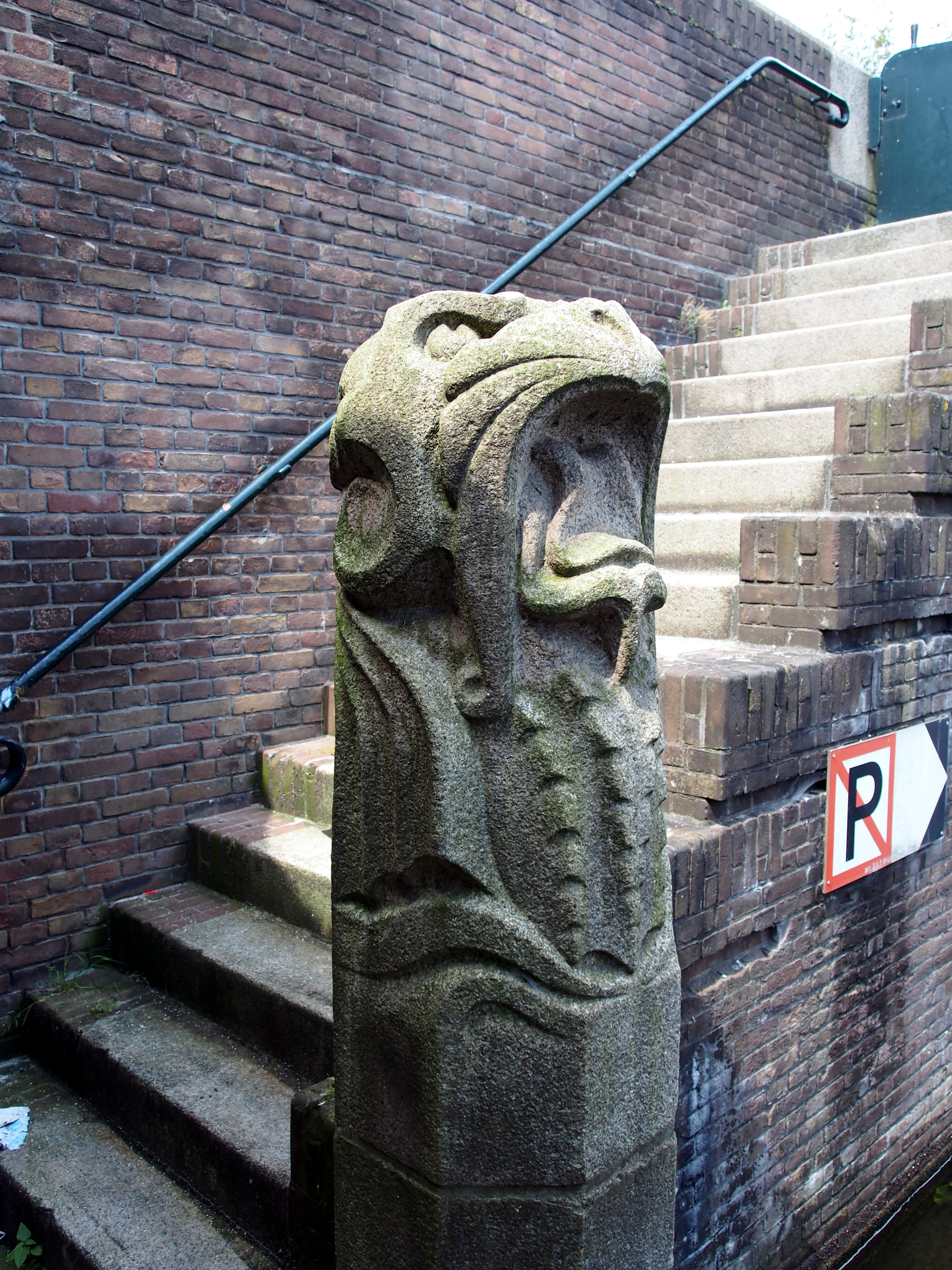
Zeemonster, Jaap Kaas
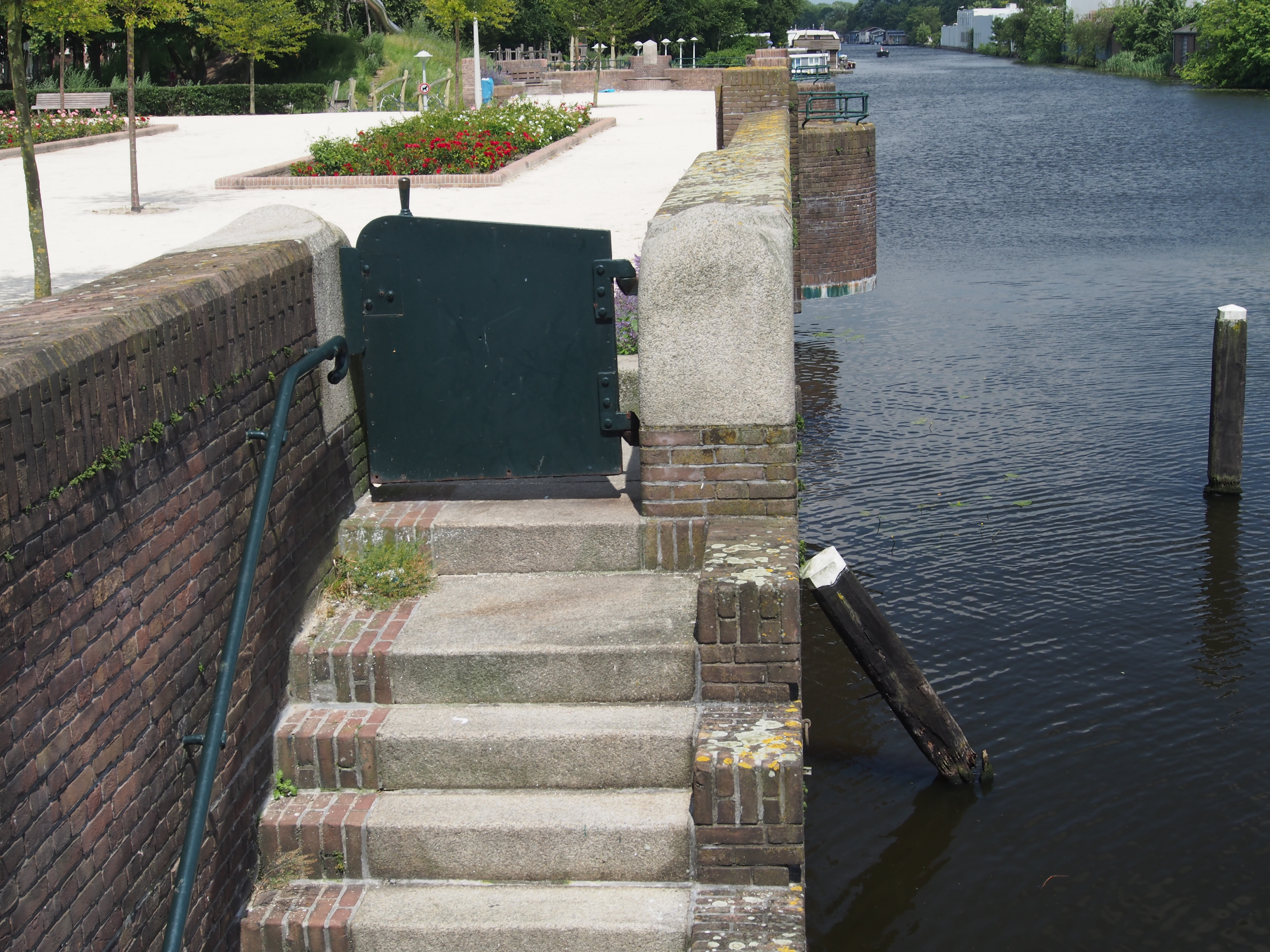
Noordwestelijke kademuur met Jan van Galenplantsoen
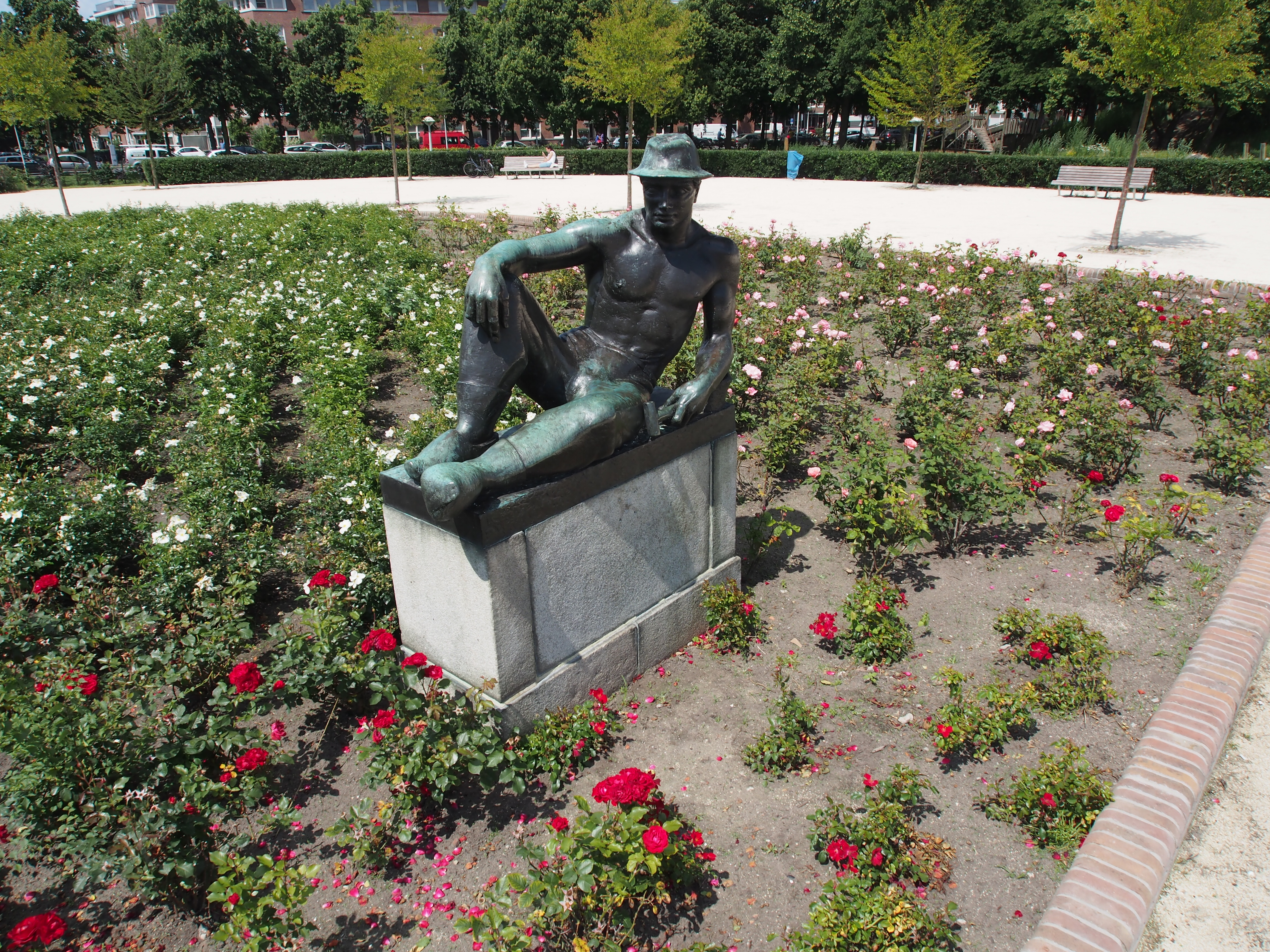
Rustende Tuinder, Jan Havermans

<<< · 300 · 301 · 302 · 303 · 304 · 305 · 306 · 307 · 308 · 309 · 310 · 311 · 312 · 313 · 314 · 315 · 316 · 317 · 318 · 320 · 321 · 322 · 323 · 324 · 325 · 327 · 328 · 330 · 331 · 332 · 333 · 334 · 335 · 336 · 337 · 338 · 339 · 340 · 341 · 342 · 343 · 344 · 345 · 346 · 347 · 348 · 349 · 350 · 351 · 352 · 353 · 354 · 355 · 356 · 357 · 358 · 359 · 360 · 361 · 362 · 363 · 364 · 365 · 366 · 367 · 368 · 371 · 372 · 373 · 374 · 375 · 376 · 377 · 378 · 379 · 380 · 381 · 382 · 383 · 385 · 386 · 387 · 388 · 389 · 390 · 391 · 392 · 393 · 394 · 395 · 396 · 397 · 398 · 399 · >>>
Brugnummers 319, 326, 329 (tijdelijke duiker in de Ringspoordijk), 369, 370, 384 zijn niet (meer) vergeven.